# Déclaration des droits des anciens combattants
Lire en ligne

Lire sur le site du ministère des Anciens Combattants Canada

La Déclaration des droits des anciens combattants ((en) Veterans' Bill of Rights) est une charte de droits pour les vétérans des Forces armées canadiennes et de la Gendarmerie royale du Canada. Elle est promulguée par le gouvernement du Canada en 2007 et vise à assurer les prestations aux anciens combattants et fait référence à eux en tant que citoyens spéciaux. En vise également à enraciner le respect et la dignité des anciens combattants et de leurs familles

## Histoire

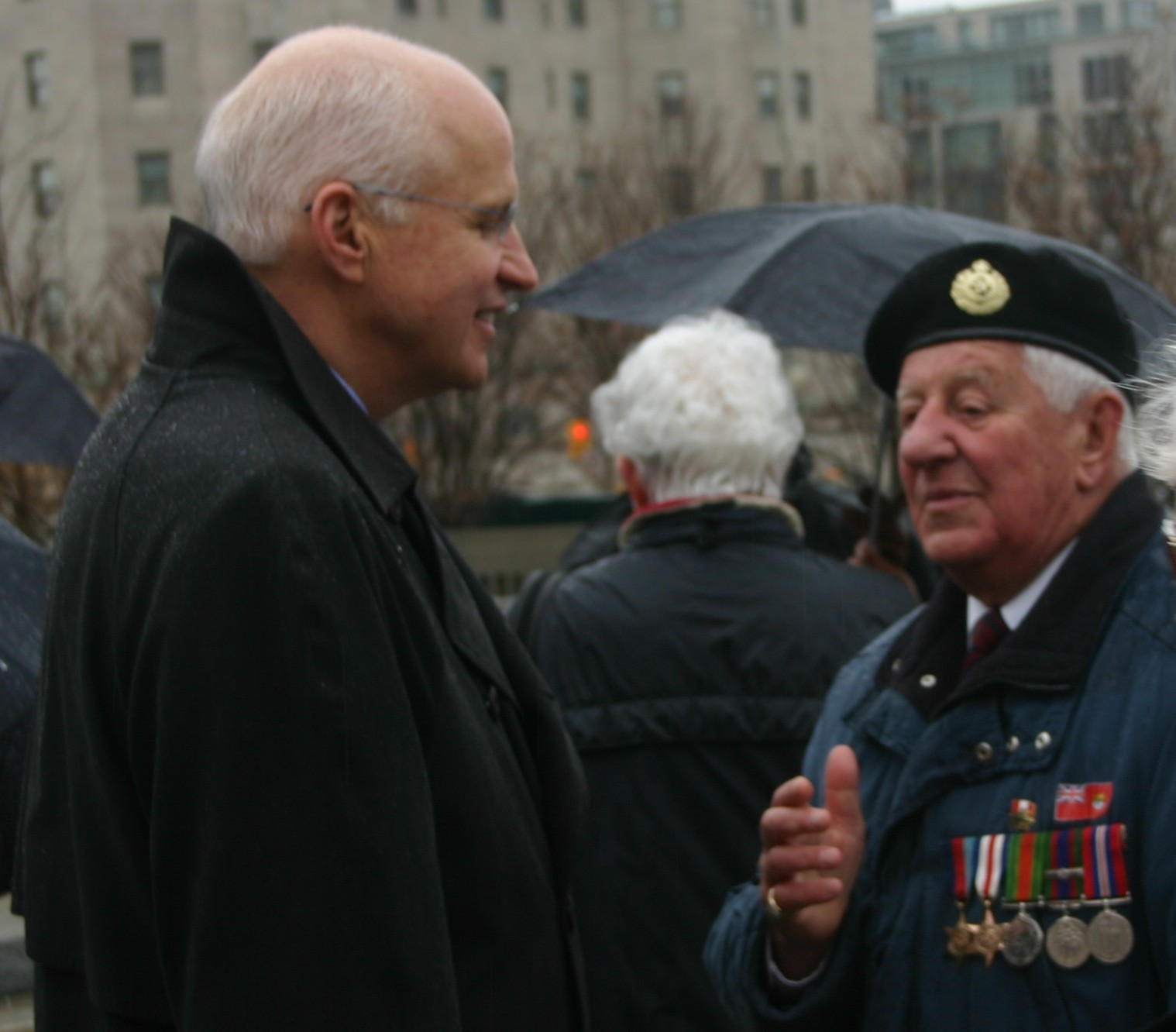
Le ministre des Anciens combattants Greg Thompson (gauche) et un ancien combattant.

Lors des élections fédérales de 2006, le Parti conservateur du Canada fait campagne pour les droits des anciens combattants,. Les Conservateurs indiquent qu'une déclaration des droits permettrait de remédier au traitement honteux donné aux vétérans par le gouvernement. En 2005, le chef conservateur Stephen Harper indique qu'il reçoit plusieurs plaintes envers le ministère des Anciens combattants en raison de son orientation qui n'est pas axé sur les services... que la bureaucratie fait en sorte de traiter les demandeurs comme des numéros, et que ultimement voilà pourquoi nous faisons la déclaration des droits, l'ombudsman et les changements structurels dont nous parlons pour essayer de déplacer cette orientation (We continue to receive complaints that the department is not service-oriented... that is, the bureaucracy treats people as a bureaucracy and a number and that's obviously why we're making the bill of rights, the ombudsman and the structural changes we're talking about to try to shift that focus.). À la suite des élections, les Conservateurs forment un gouvernement minoritaire.
La secrétaire parlementaire Betty Hinton participe à la présentation de la charte, tout comme divers groupe d'anciens combattants. En avril 2007, le premier ministre Harper et le ministre des Anciens combattants Greg Thompson, tiennent une conférence de presse à Kitchener en Ontario où ils indiquent que la déclaration des droits entrerait en vigueur sous peu et qu'elle serait accompagné d'un nouvel ombudsman pour les anciens combattants,. Cette discussion prend place alors que Harper assiste au 90e anniversaire de la bataille de la crête de Vimy pendant la Première Guerre mondiale,. Auparavant, les Conservateurs budgétait 19 millions de dollars pour la création du bureau de l'ombudsman.

## Texte
La Déclaration des droits des anciens combattants contient six droits se voulant clairs et concis. Il y est inscrit:
- d'être traité avec respect, dignité, équité et courtoisie;
- de prendre part aux discussions vous concernant;
- d'être accompagné lors de vos rencontres avec Anciens Combattants;
- d'obtenir de l'information claire sur nos services, en français ou en anglais, conformément à la Loi *sur les langues officielles ;
- de savoir que votre vie privée sera protégée conformément à la Loi sur la protection des renseignements personnels ;
- de recevoir des avantages et des services conformément à nos normes de service et d'être informé de vos droits d'appel.